# Pogang Hu
Pogang Hu (kinesiska: 破岗湖) är en sjö i Kina. Den ligger i provinsen Anhui, i den östra delen av landet, omkring 140 kilometer söder om provinshuvudstaden Hefei. Pogang Hu ligger 8 meter över havet. Arean är 49 kvadratkilometer. Trakten runt Pogang Hu består till största delen av jordbruksmark. Den sträcker sig 11,3 kilometer i nord-sydlig riktning, och 11,6 kilometer i öst-västlig riktning.
Genomsnittlig årsnederbörd är 2 124 millimeter. Den regnigaste månaden är juli, med i genomsnitt 329 mm nederbörd, och den torraste är december, med 69 mm nederbörd.